# Konstgjord gravitation

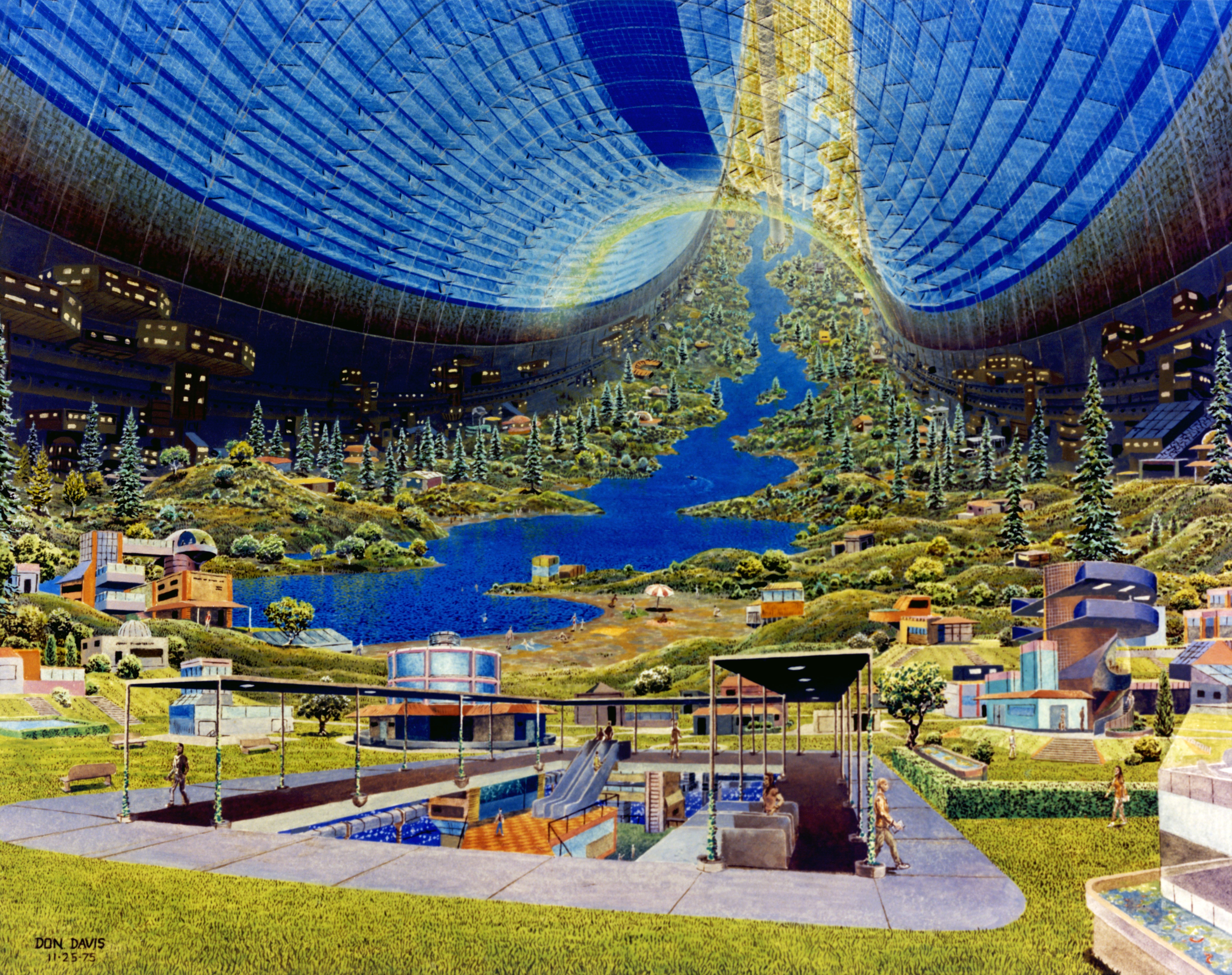
Tecknad bild av en Stanford torus med diametern 1 mile (1609 m). Ringen roterar med ett varv per minut vilket ger en konstgjord gravitation på en g

Konstgjord gravitation eller artificiell gravitation är en teoretisk ökning eller minskning av skenbar vikt (g-kraft) på konstgjort sätt. Konstgjord gravitation kan praktiskt uppnås med hjälp av olika krafter, särskilt centripetalkraften och linjär acceleration.

## Skapandet av konstgjord gravitation
Skapandet av konstgjord gravitation är önskvärt för långa rymdresor eller bosättning i rymden, vilket underlättar rörligheten och förhindrar negativa långsiktiga hälsoeffekter av tyngdlöshet.
Ett antal metoder för att skapa konstgjord gravitation har föreslagits under många år. I många sciencefictionberättelser omnämns både verkliga och fiktiva krafter. Praktiska tillämpningar av artificiell gravitation för människor i yttre rymden har ännu inte byggts och flugits. Främsta orsaken är att stora konstruktioner i rymden skulle krävas för att möjliggöra centripetalacceleration.